# المدرسة الجوزية
المدرسة الجوزية مجمع تدريسي وديني يقع وسط دمشق القديمة. كانت تعتبر ثاني أكبر مدرسة حنبلية في بلاد الشام بعد المدرسة العمرية. 
أنشئت البناية الأولى في عهد الملك الصالح عماد الدين في سنة 652هجرية / 1254ميلادية، وسميت بالجوزية نسبة إلى أبي المحاسن محي الدين يوسف بن الجوزي القرشي البكري البغدادي وهو الابن الأصغر للعلامة الشهير أبي الفرج ابن الجوزي.
احترقت وهدمت بناية المدرسة وأعيد بناؤها عدة مرات، آخرها لما بنتها مديرية الأوقاف السورية على طراز حديث سنة 1941م مغيرة شكلها تماماً عن الأشكال السابقة التي بنيت بها.
كان مدير هذه المدرسة يسمى بالقيّم، ولذلك أعطت المدرسة اسمها لكل من أبي بكر قيم الجوزية وإبنه المعروف بلقب ابن قيم الجوزية. 